# 짐 젠틸
제임스 에드워드 젠틸(James Edward Gentile, 1934년 6월 3일 ~ )은 "다이아몬드 짐"(Diamond Jim)이라는 별명으로 알려진 미국의 전 프로 야구 선수이다. 1957년부터 1966년까지 메이저 리그 베이스볼(MLB)에서 브루클린/로스앤젤레스 다저스, 볼티모어 오리올스, 캔자스시티 애슬레틱스, 휴스턴 애스트로스, 클리블랜드 인디언스 등지에서 뛰었고, 1969년에 일본 프로 야구(NPB)의 긴테쓰 버펄로스에서 뛰었다. 포지션은 1루수였고, 좌투좌타였다.